# 일반화

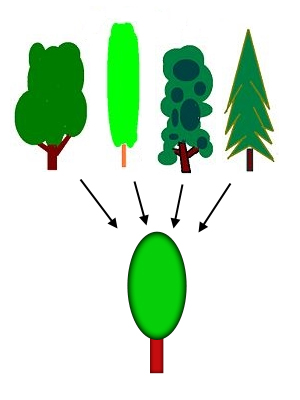

일반화(一般化, generalization)는 특정 사례들의 공통되는 속성들을 일반적인 개념이나 주장으로 공식화하는 추상화의 한 형태이다.
일반적으로, A와 B라는 서로 관련된 개념이 있다고 할 때 다음 조건에 한정되는 경우 A는 B의 "일반화" 개념이다.
- 개념 B의 모든 사례가 개념 A의 한 사례인 경우
- 개념 A의 사례 중 개념 B의 사례가 아닌 사례가 있는 경우

## 탐구학습
교육 이론에서 탐구학습 모형의 일반화는 탐구단계의 마지막 단계로서, 설명적·인과적·상관적·실용적 일반화의 표현이다. 일반화는 모든 입수할 증거에 입각하여 문제에 대한 가장 논리적이고 조리있는 해결을 말하는 것이다. 그러나 이것도 최종적인 진리를 대표하는 것은 아니며 언제든지 바뀔 수 있는 것이다. 교사는 학생들이 증거 이상의 일반화를 내리지 않도록 도와주어야 한다. 따라서 문명의 발상에 대하여 만일 풍부한 자원을 제공하는 강이 있다면 문명이 나타날 것이라고 일반화를 내릴 수 있다.

## 같이 보기
- 정언명령
- 클래스 다이어그램
- 제네릭
- 상속 (객체 지향 프로그래밍)
- 준용